# Casimir Ninga
Rodrigue Casimir Ninga (17 mei 1993) is een Tsjadisch voetballer die doorgaans als aanvaller speelt. Hij verruilde SM Caen in augustus 2019 voor Angers SCO. Ninga debuteerde in 2011 in het Tsjadisch voetbalelftal.

## Clubcarrière
Ninga speelde in eigen land voor Renaissance FC. In 2013 maakte hij de overstap naar het Gabonese AS MangaSport, waar hij tijdens het seizoen 2013/14 topschutter van de competitie werd. Met die club werd de aanvaller tweemaal landskampioen. In 2015 tekende hij een vierjarig contract bij Montpellier HSC. Op 18 oktober 2015 debuteerde hij in de Ligue 1 tegen Girondins Bordeaux. Zes dagen later maakte Ninga zijn eerste competitietreffer tegen SC Bastia. Op 27 november 2014 maakte hij twee doelpunten in de 2–4 overwinning op Olympique Lyon in het Stade de Gerland.

## Clubstatistieken
| Seizoen | Club            | Land      | Competitie | Wed. | Doelp. |
| ------- | --------------- | --------- | ---------- | ---- | ------ |
| 2015/16 | Montpellier HSC | Frankrijk | Ligue 1    | 26   | 7      |
| 2016/17 | Montpellier HSC | Frankrijk | Ligue 1    | 9    | 5      |
| 2017/18 | Montpellier HSC | Frankrijk | Ligue 1    | 29   | 1      |
| 2018/19 | SM Caen         | Frankrijk | Ligue 1    | 33   | 6      |
| 2019/20 | SM Caen         | Frankrijk | Ligue 2    | 1    | 0      |
| 2019/20 | Angers SCO      | Frankrijk | Ligue 1    | 4    | 3      |
| Totaal  | Totaal          | Totaal    | Totaal     | 102  | 22     |

## Interlandcarrière
Ninga debuteerde in 2011 voor Tsjaad. Hij maakte op 31 mei 2014 zijn eerste interlanddoelpunt, in een kwalificatiewedstrijd voor het Afrikaans kampioenschap 2015 tegen Malawi (3–1 overwinning).